# 山寺駅
山寺駅（やまでらえき）は、山形県山形市大字山寺にある、東日本旅客鉄道（JR東日本）仙山線の駅である。

## 歴史
- 1933年（昭和8年）10月17日：仙山西線羽前千歳 - 当駅間開通により開業[2]。
- 1971年（昭和46年）4月1日：貨物の取り扱いを廃止[3]。
- 1983年（昭和58年）4月1日：駅員無配置駅となり[4]、簡易委託化（ただし運転要員は配置継続）。
- 1985年（昭和60年）3月14日：仙山線CTC化に伴い、運転要員の配置を廃止。
- 1987年（昭和62年）4月1日：国鉄分割民営化により、JR東日本の駅となる[3]。
- 1989年（平成元年）7月8日：駅舎改装セレモニーを挙行[新聞 1]。
- 1993年（平成5年）3月1日：直営化[新聞 2]、同時にみどりの窓口を開設[新聞 3]。
- 2013年（平成25年）10月1日：業務委託化[5]。山寺駅長（山形駅助役待遇）を廃止。
- 2014年（平成26年）
  - 4月1日：ICカード「Suica」の利用が可能となる[報道 1]。
  - 転車台が「仙山線鉄道施設群」の一部として土木学会選奨土木遺産に登録された[6]。
- 2023年（令和5年）11月30日：みどりの窓口の営業を終了[7]。
- 2024年（令和6年）10月1日：えきねっとQチケのサービスを開始[1][報道 2]。

## 駅構造
島式ホーム1面2線を有する地上駅である。駅舎は木造駅舎で、寺社造りである。山寺の玄関口にふさわしく、寺社造りの駅舎を有するとして、2002年（平成14年）に東北の駅百選へ選定された。
山形駅管理の業務委託駅（JR東日本東北総合サービスに委託）で、自動券売機と簡易Suica改札機が設置されている。エレベーターやエスカレーターはなく、改札口からホームへは、階段で移動する。立石寺参拝客のため、コインロッカーが多数設置されている。
分岐器は角度がきつく、35 - 40 km/h制限を受けている。かつては夜間に当駅で折り返しの列車（当駅 - 山形駅）も設定（夜間滞泊あり）されていたが、現在は臨時列車を除いて当駅で折り返す列車はない。仙台方にはかつて使用されていた18メートル級のバランスト形上路式の転車台が残されており、以前は不法投棄や草が絡まるなど荒れていたが、保存を望む地元の手によって草刈りなどの整備がなされている。また転車台坑の深さが2メートルあるため、安全のために周囲に柵が設置されている。

### のりば
| 番線 | 路線    | 方向 | 行先     |
| ---- | ------- | ---- | -------- |
| 1    | ■仙山線 | 上り | 仙台方面 |
| 2    | ■仙山線 | 下り | 山形方面 |

- 2番線へ通じる上り場内信号機がある。

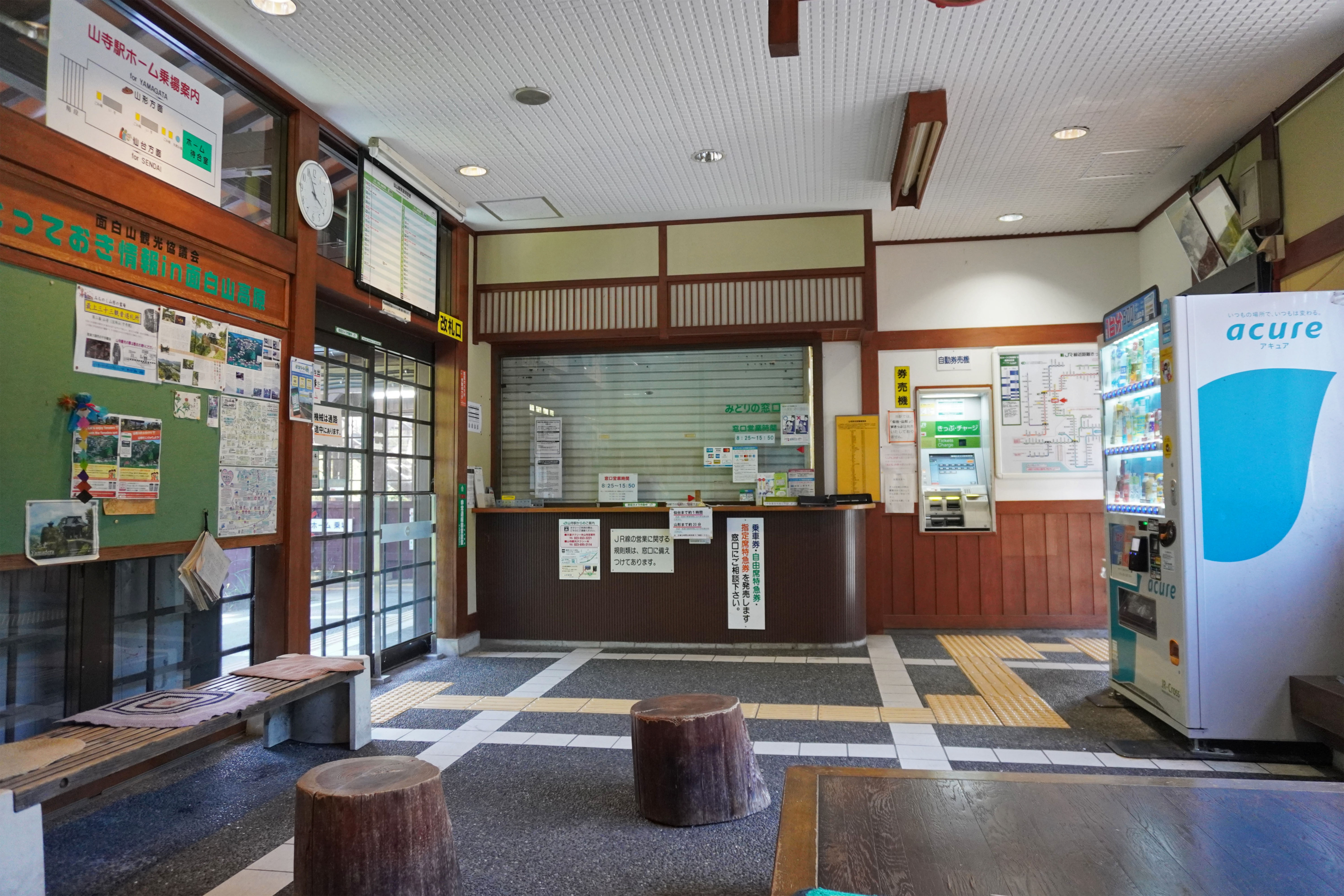
駅舎内（2023年9月）
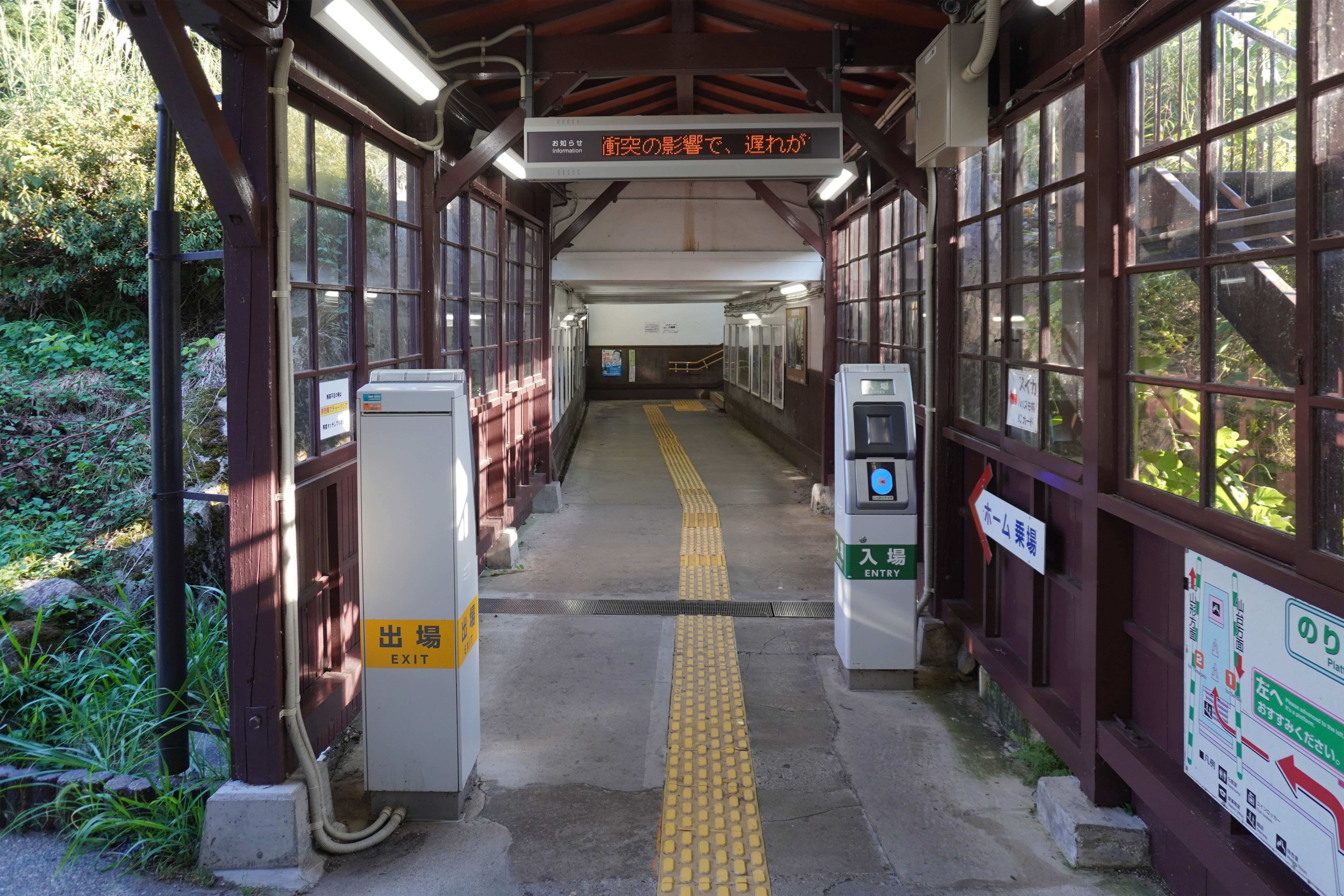
簡易Suica改札機（2023年9月）
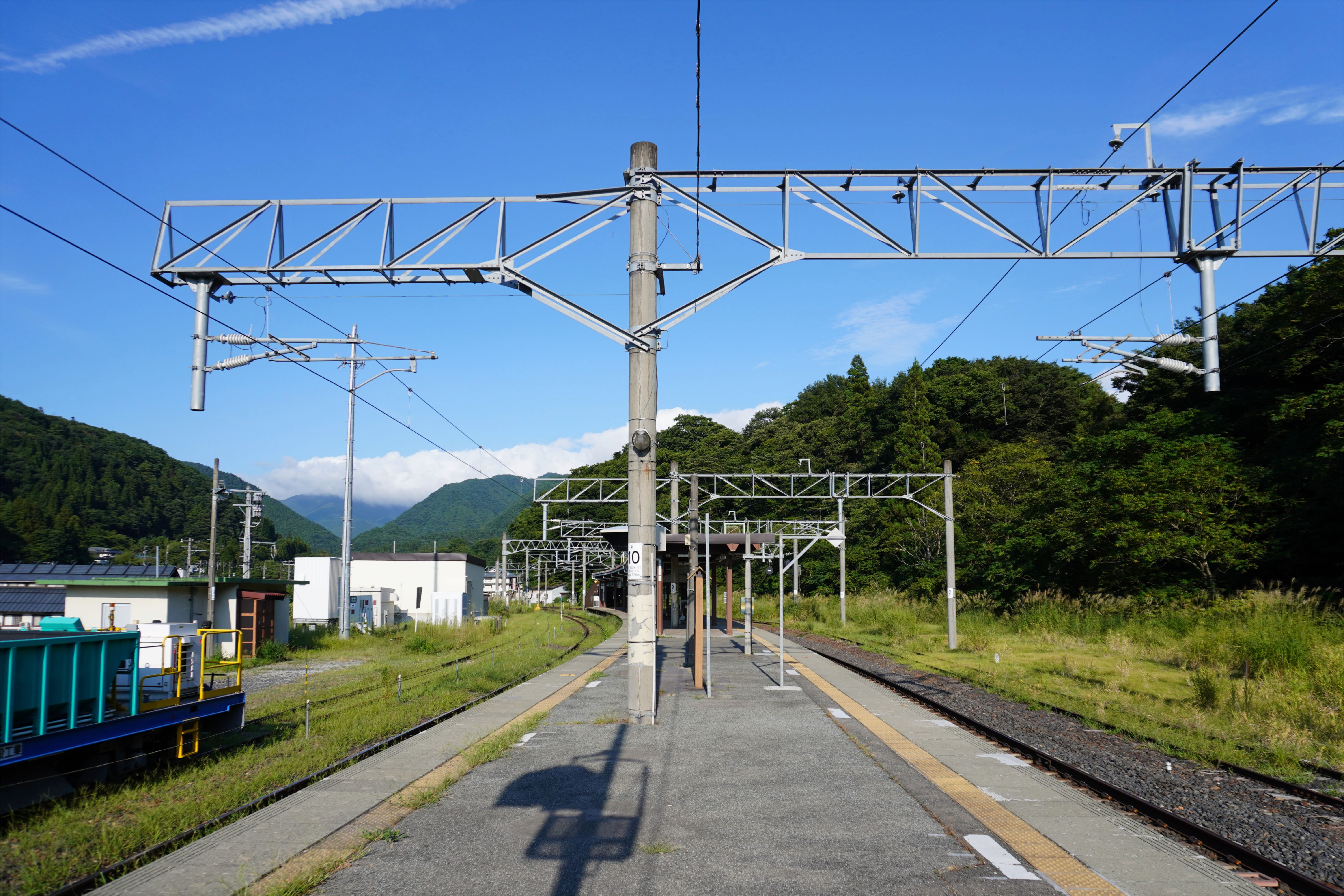
ホーム（2023年9月）
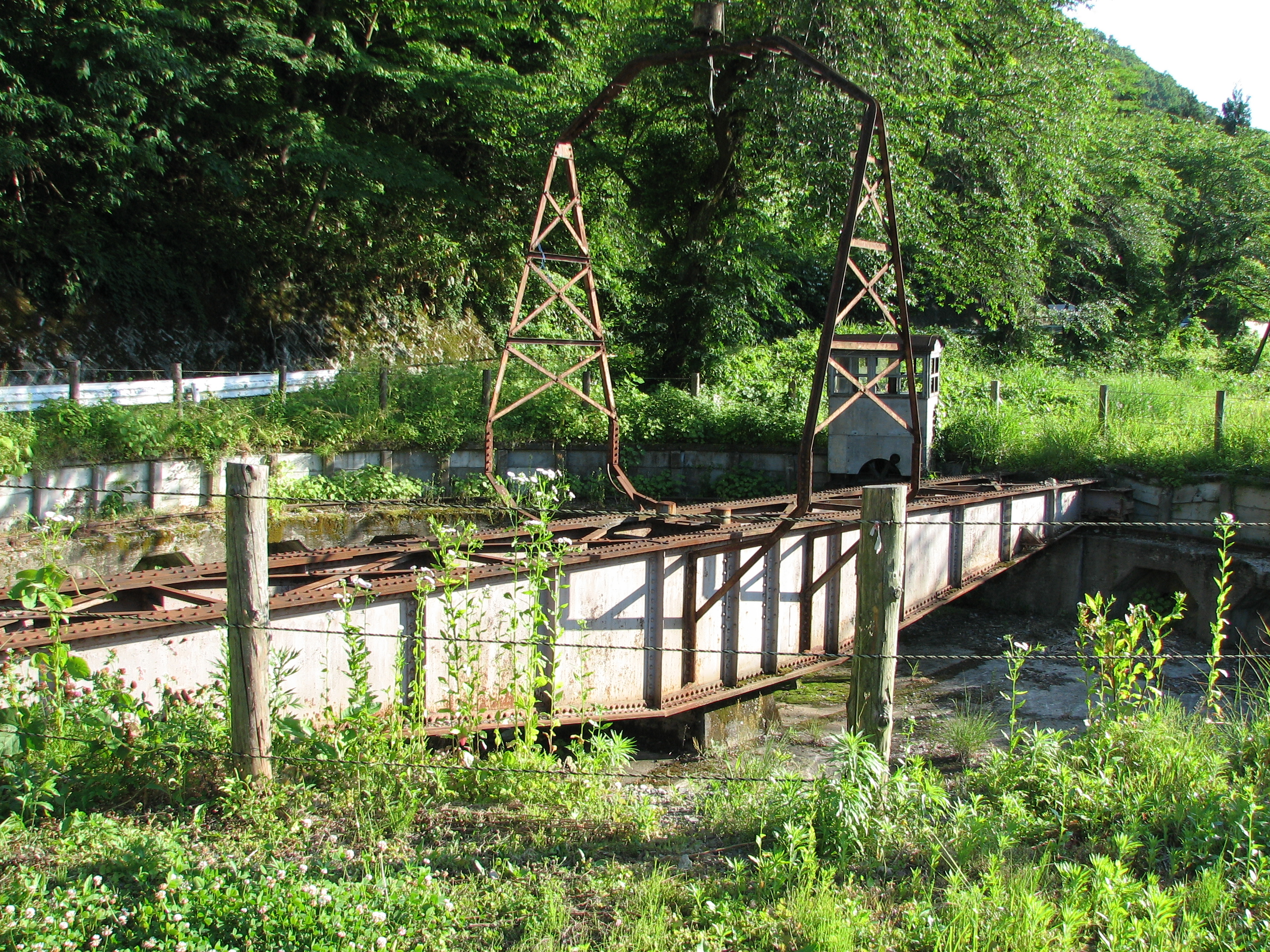
構内に残されている転車台（2008年6月）

## 利用状況
JR東日本によると、2023年度（令和5年度）の1日平均乗車人員は414人である。
2000年度（平成12年度）以降の推移は以下のとおりである。
| 1日平均乗車人員推移 | 1日平均乗車人員推移 | 1日平均乗車人員推移 | 1日平均乗車人員推移 | 1日平均乗車人員推移 |
| 年度                | 定期外              | 定期                | 合計                | 出典                |
| ------------------- | ------------------- | ------------------- | ------------------- | ------------------- |
| 2000年（平成12年）  |                     |                     | 643                 | [ 利用客数 2 ]      |
| 2001年（平成13年）  |                     |                     | 672                 | [ 利用客数 3 ]      |
| 2002年（平成14年）  |                     |                     | 661                 | [ 利用客数 4 ]      |
| 2003年（平成15年）  |                     |                     | 668                 | [ 利用客数 5 ]      |
| 2004年（平成16年）  |                     |                     | 658                 | [ 利用客数 6 ]      |
| 2005年（平成17年）  |                     |                     | 633                 | [ 利用客数 7 ]      |
| 2006年（平成18年）  |                     |                     | 607                 | [ 利用客数 8 ]      |
| 2007年（平成19年）  |                     |                     | 593                 | [ 利用客数 9 ]      |
| 2008年（平成20年）  |                     |                     | 576                 | [ 利用客数 10 ]     |
| 2009年（平成21年）  |                     |                     | 549                 | [ 利用客数 11 ]     |
| 2010年（平成22年）  |                     |                     | 502                 | [ 利用客数 12 ]     |
| 2011年（平成23年）  |                     |                     | 435                 | [ 利用客数 13 ]     |
| 2012年（平成24年）  | 267                 | 223                 | 491                 | [ 利用客数 14 ]     |
| 2013年（平成25年）  | 323                 | 224                 | 548                 | [ 利用客数 15 ]     |
| 2014年（平成26年）  | 289                 | 215                 | 505                 | [ 利用客数 16 ]     |
| 2015年（平成27年）  | 302                 | 200                 | 502                 | [ 利用客数 17 ]     |
| 2016年（平成28年）  | 298                 | 199                 | 498                 | [ 利用客数 18 ]     |
| 2017年（平成29年）  | 310                 | 206                 | 516                 | [ 利用客数 19 ]     |
| 2018年（平成30年）  | 324                 | 206                 | 531                 | [ 利用客数 20 ]     |
| 2019年（令和元年）  | 325                 | 202                 | 527                 | [ 利用客数 21 ]     |
| 2020年（令和02年）  | 128                 | 157                 | 285                 | [ 利用客数 22 ]     |
| 2021年（令和03年）  | 147                 | 160                 | 308                 | [ 利用客数 23 ]     |
| 2022年（令和04年）  | 207                 | 157                 | 365                 | [ 利用客数 24 ]     |
| 2023年（令和05年）  | 261                 | 153                 | 414                 | [ 利用客数 1 ]      |

## 駅周辺
- 立石寺
- 山寺芭蕉記念館
- 後藤美術館
- 山寺郵便局
- 山形市立山寺小学校・山形市立山寺中学校
- 山形警察署山寺駐在所
- 山交バス「山寺駅前」停留所
  - 山交ビル - （高原・荒谷橋）- 山寺芭蕉記念館[9]

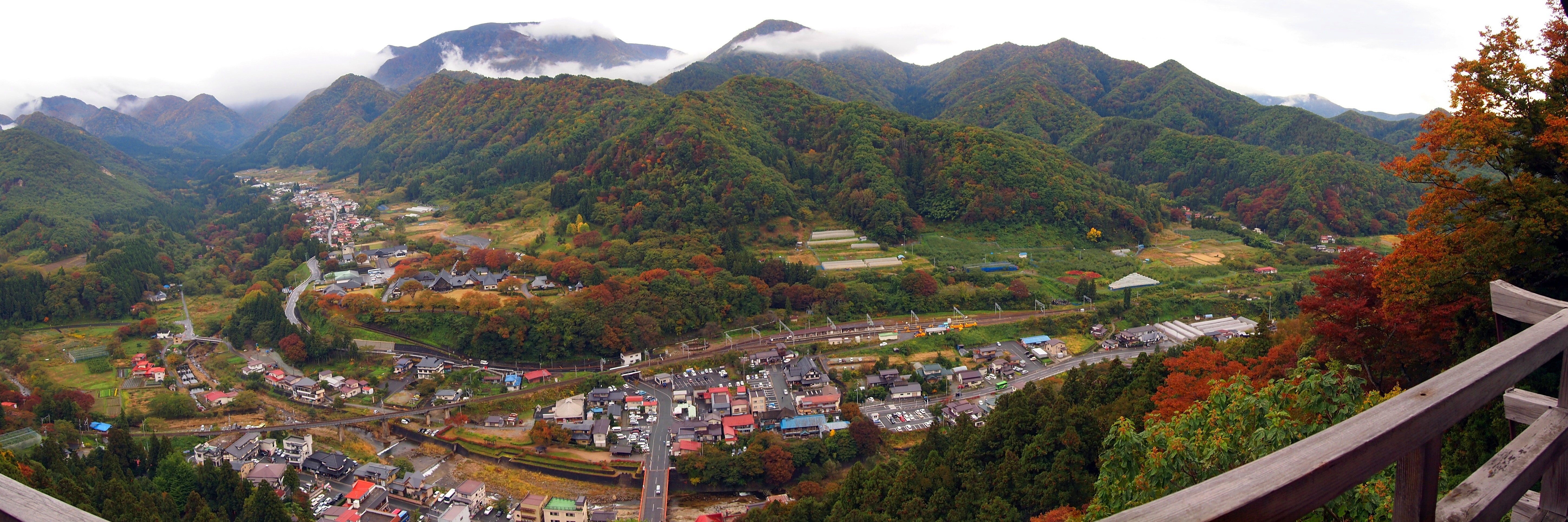
立石寺五大堂から望む駅周辺（2011年11月）
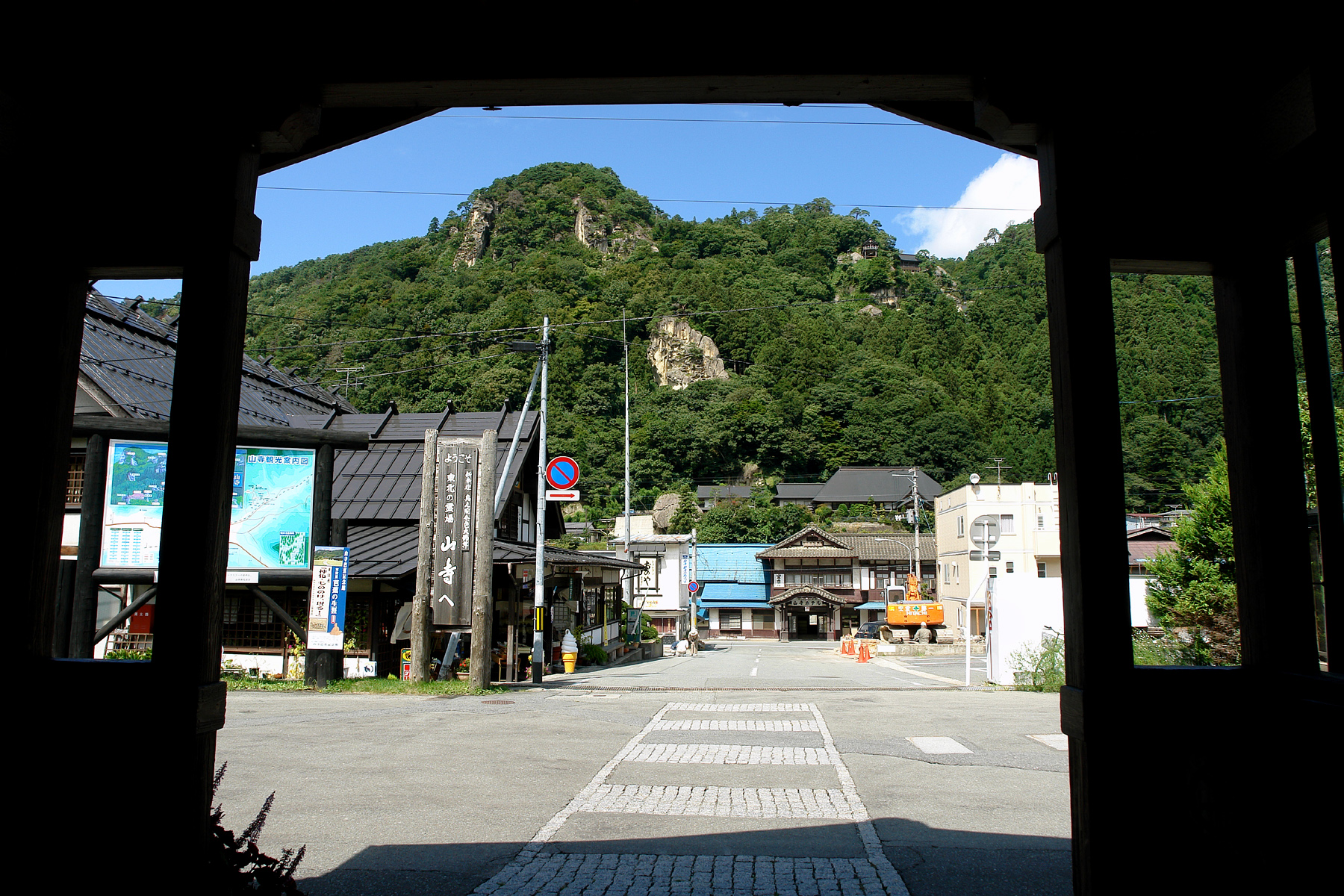
出口からの光景（2006年9月）

## 隣の駅
東日本旅客鉄道（JR東日本）
■仙山線
□快速
作並駅 - 山寺駅 - 羽前千歳駅
■普通
作並駅 - *面白山高原駅 - 山寺駅 - 高瀬駅
*:一部の普通列車は奥新川駅および面白山高原駅を通過する。

### 記事本文

#### 報道発表資料
1. ↑  「Suicaの一部サービスをご利用いただける駅が増えます (PDF)」（プレスリリース）、東日本旅客鉄道、2013年11月29日。2024年8月11日閲覧。
2. ↑  「Suicaエリア外もチケットレスで! 東北エリアから「えきねっとQチケ」がはじまります (PDF)」（プレスリリース）、東日本旅客鉄道、2024年7月11日。2024年8月11日閲覧。

#### 新聞記事
1. ↑  「JR山寺駅のあずま屋、8日に改装式」『読売新聞』1989年7月5日、朝刊、山形2、23面。
2. ↑  「仙山線山寺駅に社員配置 JR東北地域本社」『交通新聞』交通新聞社、1993年3月2日、1面。
3. ↑  「JR東日本、山形・仙山線山寺駅を直営化――新幹線開業で利用者増」『日本経済新聞』1993年2月27日、地方経済面東北B。

### 利用状況
1. 1 2  「各駅の乗車人員 2023年度 101位以下（7）| 企業サイト：JR東日本」東日本旅客鉄道。2025年7月27日閲覧。
2. ↑  「JR東日本：各駅の乗車人員（2000年度）」東日本旅客鉄道。2025年7月27日閲覧。
3. ↑  「JR東日本：各駅の乗車人員（2001年度）」東日本旅客鉄道。2025年7月27日閲覧。
4. ↑  「JR東日本：各駅の乗車人員（2002年度）」東日本旅客鉄道。2025年7月27日閲覧。
5. ↑  「JR東日本：各駅の乗車人員（2003年度）」東日本旅客鉄道。2025年7月27日閲覧。
6. ↑  「JR東日本：各駅の乗車人員（2004年度）」東日本旅客鉄道。2025年7月27日閲覧。
7. ↑  「JR東日本：各駅の乗車人員（2005年度）」東日本旅客鉄道。2025年7月27日閲覧。
8. ↑  「JR東日本：各駅の乗車人員（2006年度）」東日本旅客鉄道。2025年7月27日閲覧。
9. ↑  「JR東日本：各駅の乗車人員（2007年度）」東日本旅客鉄道。2025年7月27日閲覧。
10. ↑  「JR東日本：各駅の乗車人員（2008年度）」東日本旅客鉄道。2025年7月27日閲覧。
11. ↑  「JR東日本：各駅の乗車人員（2009年度）」東日本旅客鉄道。2025年7月27日閲覧。
12. ↑  「JR東日本：各駅の乗車人員（2010年度）」東日本旅客鉄道。2025年7月27日閲覧。
13. ↑  「JR東日本：各駅の乗車人員（2011年度）」東日本旅客鉄道。2025年7月27日閲覧。
14. ↑  「JR東日本：各駅の乗車人員（2012年度）」東日本旅客鉄道。2025年7月27日閲覧。
15. ↑  「各駅の乗車人員 2013年度 ベスト100以外（7）：JR東日本」東日本旅客鉄道。2025年7月27日閲覧。
16. ↑  「各駅の乗車人員 2014年度 ベスト100以外（7）：JR東日本」東日本旅客鉄道。2025年7月27日閲覧。
17. ↑  「各駅の乗車人員 2015年度 ベスト100以外（7）：JR東日本」東日本旅客鉄道。2025年7月27日閲覧。
18. ↑  「各駅の乗車人員 2016年度 ベスト100以外（7）：JR東日本」東日本旅客鉄道。2025年7月27日閲覧。
19. ↑  「各駅の乗車人員 2017年度 ベスト100以外（7）：JR東日本」東日本旅客鉄道。2025年7月27日閲覧。
20. ↑  「各駅の乗車人員 2018年度 ベスト100以外（7）：JR東日本」東日本旅客鉄道。2025年7月27日閲覧。
21. ↑  「各駅の乗車人員 2019年度 ベスト100以外（7）：JR東日本」東日本旅客鉄道。2025年7月27日閲覧。
22. ↑  「各駅の乗車人員 2020年度 101位以下（7）| 企業サイト：JR東日本」東日本旅客鉄道。2025年7月27日閲覧。
23. ↑  「各駅の乗車人員 2021年度 101位以下（7）| 企業サイト：JR東日本」東日本旅客鉄道。2025年7月27日閲覧。
24. ↑  「各駅の乗車人員 2022年度 101位以下（7）| 企業サイト：JR東日本」東日本旅客鉄道。2025年7月27日閲覧。